# Knowledge Query and Manipulation Language
KQML, (Knowledge Query and Manipulation Language), é uma linguagem e protocolo de comunicação entre agentes e sistemas baseados em conhecimento. KQML foi concebida como um formato de mensagem e um protocolo de tratamento de mensagens de suporte, em tempo de execução, ao compartilhamento de conhecimentos entre agentes.
Ela foi desenvolvida no início de 1990 sendo parte do DARPA knowledge Sharing Effort, que teve como objetivo desenvolver técnicas para a construção de bases de conhecimento em larga escala que são
compartilháveis e reutilizáveis. Embora originalmente concebida como uma interface para sistemas baseados em conhecimento, logo foi reaproveitada como uma linguagem de comunicação entre agentes.
O trabalho na KQML foi liderado por Tim Finin da Universidade de Maryland, Baltimore County e Jay Weber de EITech e envolveu contribuições de muitos pesquisadores.
KQML foi substituída pela FIPA-ACL.
Mensagens em KQML são chamadas performativos (em inglês, performatives) que é um termo proveniente da teoria de atos da fala. Existem vários tipos de atos da fala  que incluem:
- directivas (directives) - que são comandos ou requisições.
- representantes (representatives) - que afirmam fatos e crenças.
- comissivas (commissives) - como promessas ou ameaças.

A linguagem fornece um grande conjunto de primitivas através das quais os agentes podem contar fatos a outros agentes, avaliar expressões, para outros agentes ou requisitar serviços. Exemplos de primitivas são: tell, evaluate, subscribe e next (para obter respostas de forma sequencial).
O formato de mensagem KQML e o protocolo pode ser usado para interagir com um sistema inteligente, quer por um software aplicativo, ou por outro sistema inteligente.

## Exemplos de mensagens KQML
```
(tell    :sender       Ricardo
         :receiver     Ana_Beatriz
         :in-reply-to  msg777
         :ontology     Bioinformatica
         :language     Prolog
         :content      "virus(H1N2, InfluenzaA)" )
```

```
(ask-one :sender       Ricardo
         :content      (valor = produto.getValor())
         :receiver     servidor
         :reply-with   estoque
         :language     Java
         :ontology     BASE-ALFA )
```